# یانوش یکم
یانوش یکم، یانوش زاپویا یا یانوش ساپویایی (مجاری: Szapolyai János؛ زادهٔ ۲ فوریهٔ ۱۴۸۷- درگذشته ۲۲ ژوئیهٔ ۱۵۴۰) پادشاه مجارستان در ‎۱۵۲۶–۱۵۴۰ میلادی بود. وی بر عنوان پادشاه با فردیناند یکم، امپراتور مقدس روم که او نیز خود را پادشاه مجارستان می‌دانست، در ستیز بود.

## حکمرانی
یانوش تا پیش از تاج‌گذاری وویوود (مجاری: Vajda; انگلیسی: Voivode؛ جنگ سالار) ترانسیلوانی بود. وی این سمت را از ۱۵۱۱ عهده‌دار بود. در کشاکش نبرد موهاچ میان لایوش دوم و سلیمان یکم سلطان عثمانی با نیروهای قابل توجهی ارتش مجارستان را شکست داد و شاه جوان، لایوش کشته‌شد. عثمانی‌ها وارد مجارستان شدند و کشور دچار آشفتگی سیاسی گردید. نامزدهای پادشاهی بازمانده بر مجارستان دو تن بودند، برادر زن لایوش فردیناند، امپراتور مقدس روم و یانوش از اشراف مجارستان که نیرویی زیر فرمان داشت و مورد حمایت اشراف نیز بود.

یانوش، در ۱۰ نوامبر ۱۵۲۶ در سِکِش‌فِهِروار خود را شاه مجارستان خواند و تاج‌گذاری نمود. در این زمان میان فرانسه و امپراتوری مقدس روم جنگ درگرفته‌بود. نیروهای امپراتوری شهر رم را اشغال کردند و پاپ کلمنت هفتم را که پشتیبان فرانسه بود برانداختند. در ۱۵۲۷ ارتشی متشکل از آلمان‌های مزدور به مجارستان تاختند. نیروهای فردیناند برای درهم شکستن مقاومت یانوش، رعایای اسلاونی (کرواسیِ امروز) را نیز بر او شوراندند. سرانجام در نبرد تارتسال یانوش یکم شکست خورد و به لهستان گریخت. او سرانجام دست به دامان عثمانی شد که این عمل در آن زمان شهرت او را لکه‌دار کرد.

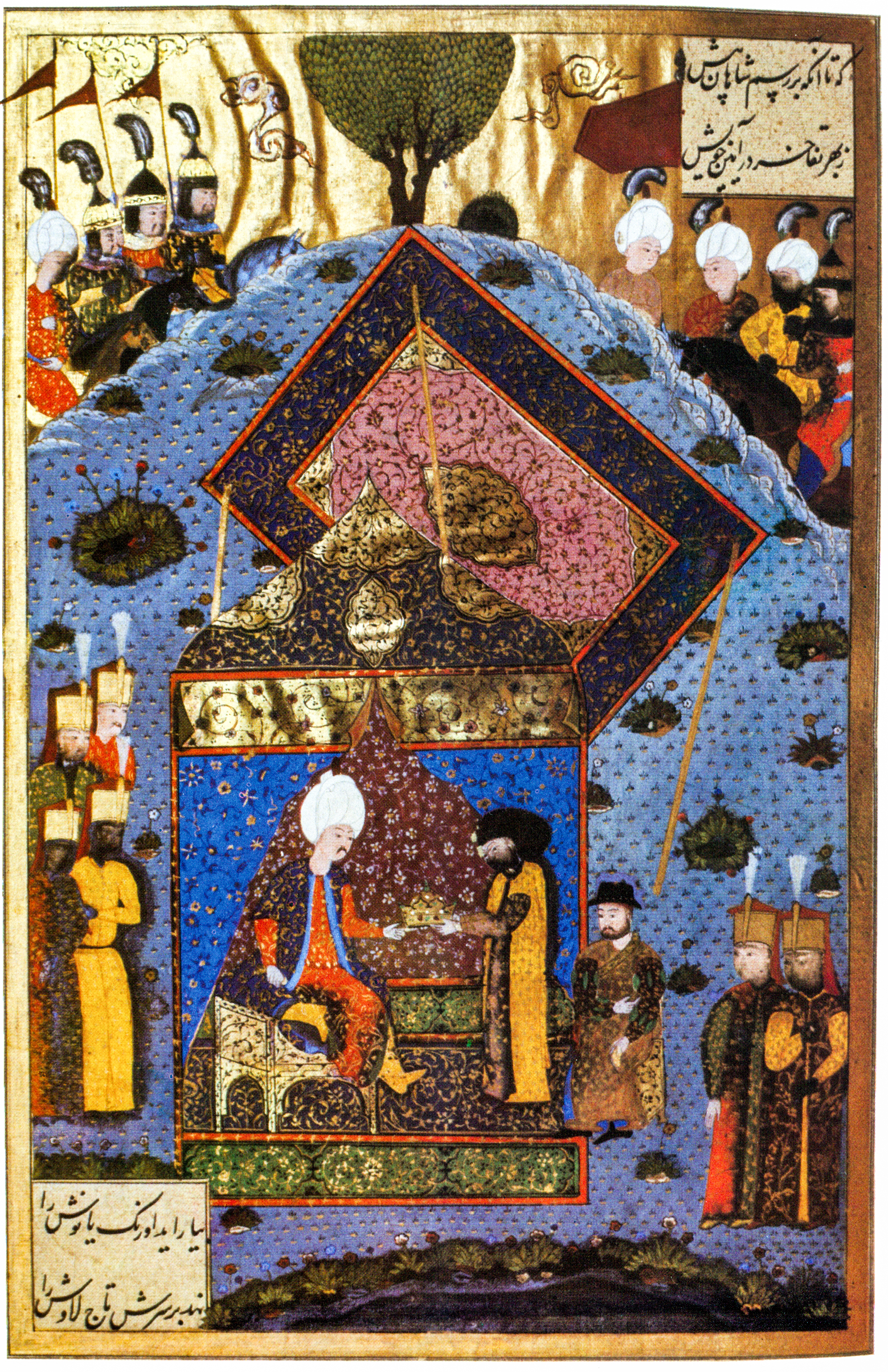
تاج‌گذاری یانوش با تاج مقدس در دربار سلیمان
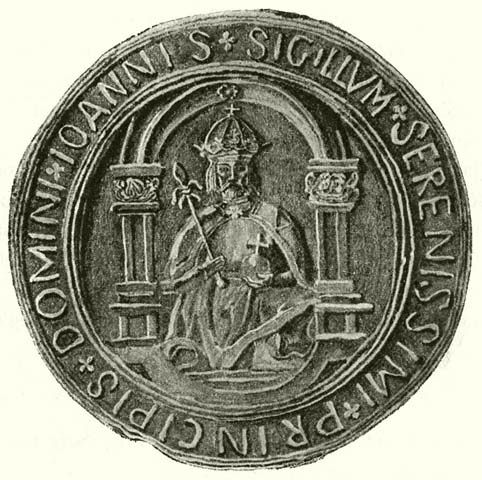
مهر یانوش یکم